# Södermanlands läns mindre städers valkrets
Södermanlands läns mindre städers valkrets var ett annat namn på den särskilda valkrets vid riksdagsvalen till andra kammaren som samlade merparten av länets städer utom Eskilstuna. Valkretsen fanns under skiftande utformning från valet 1866 till valet 1908 och inkluderade en period också Enköping i Uppsala län.
För en närmare beskrivning av valkretsindelningarna, se Södermanlands läns valkrets.